# 神游科技
神游科技（中国語読み:シェンヨウクージー、日本語読み：しんゆうかぎ、簡体字中国語: 神游科技、英語: iQue Ltd.）は、中華人民共和国江蘇省蘇州市蘇州工業園区に本社を置くコンソールゲームメーカー。任天堂と中国系アメリカ人の科学者である顔維群の合弁で2002年に設立されたが、現在は任天堂の完全子会社。神游およびiQueのブランドで任天堂製品を製造・販売していたが、現在は全ての製品の製造・販売を終了しており、開発協力に専念している。

## コンソールゲーム機
- iQue Player
- 小神游GBA
- 小神游SP
- iQue DS
- iQue DS Lite
- iQue Gameboy Micro
- iQue DSi
- iQue 3DS XL

## ゲームソフトウェア

### iQue Player（ニンテンドウ64）
- スーパーマリオ64（1996年6月） - 『神游马力欧』という。
- ウエーブレース64（1996年9月） - 『水上摩托』という。
- マリオカート64（1996年12月） - 『马力欧卡丁车』という。
- スターフォックス64（1997年4月） - 『星际火狐』という。
- ヨッシーストーリー（1998年1月） - 『耀西故事』という。
- F-ZERO X（1998年7月） - 『F-ZERO X 未来赛车』という。
- ゼルダの伝説 時のオカリナ（1998年11月） - 『塞尔达传说 时光之笛』という。
- ニンテンドウオールスター!大乱闘スマッシュブラザーズ（1999年1月） - 『任天堂明星大乱斗』という。
- カスタムロボ（1999年12月） - 『组合机器人』という。
- エキサイトバイク64（2000年5月） - 『越野摩托』という。
- マリオストーリー（2000年8月） - 『纸片马力欧』という。
- 罪と罰 〜地球の継承者〜（2000年11月） - 『罪与罚 -地球的继承者-』という。
- ドクターマリオ64（英語版）（2001年4月） - 『马力欧医生』という。
- どうぶつの森（2001年4月） - 『动物森林』という。

### 小神游（ゲームボーイアドバンス）
- F-ZERO FOR GAMEBOY ADVANCE（2001年3月） - 『极速F-ZERO 未来赛车』という。
- スーパーマリオアドバンス（2001年3月） - 『超级马力欧2』という。
- ワリオランドアドバンス ヨーキのお宝（2001年8月） - 『瓦力欧寻宝记』という。
- スーパーマリオアドバンス2（2001年12月） - 『超级马力欧世界』という。
- トマトアドベンチャー（2002年1月） - 『番茄酱王国大冒险』という。
- スーパーマリオアドバンス3（2002年9月） - 『耀西岛』という。
- メトロイドフュージョン（2002年11月） - 『密特罗德 融合』という。
- メイド イン ワリオ（2003年3月） - 『瓦力欧制造』という。
- メトロイド ゼロミッション（2004年2月） - 『密特罗德 零点任务』という。

### iQue DS（ニンテンドーDS）
- スーパーマリオ64DS（2004年12月） - 『神游马力欧DS』という。
- さわるメイドインワリオ（2004年12月） - 『摸摸瓦力欧制造』という。
- 直感ヒトフデ（2004年12月） - 『直感一笔』という。
- キャッチ!タッチ!ヨッシー!（2005年1月） - 『摸摸耀西 云中漫步』という。
- nintendogs（2005年4月） - 『任天狗狗』という。
- New スーパーマリオブラザーズ（2006年5月） - 『NEW超级马力欧兄弟』という。

### iQue 3DS（ニンテンドー3DS）
- nintendogs + cats（2011年2月） - 『任天狗狗+猫猫』という。
- ゼルダの伝説 時のオカリナ 3D（2011年6月） - 『塞尔达传说 时光之笛3D』という。
- スターフォックス64 3D（2011年7月） - 『星际火狐3D』という。
- スーパーマリオ 3Dランド（2011年11月） - 『超级马力欧 3D乐园』という。
- マリオカート7（2011年12月） - 『马力欧卡丁车7』という。
- マリオテニス オープン（2012年5月） - 『马力欧网球 公开赛』という。
- New スーパーマリオブラザーズ 2（2012年7月） - 『NEW超级马力欧兄弟2』という。
- 東北大学加齢医学研究所 川島隆太教授監修 ものすごく脳を鍛える5分間の鬼トレーニング（2012年7月） - 『脑科学专家 川岛隆太博士监修 突破极限 脑的5分钟魔鬼锻炼』という。
- ペーパーマリオ スーパーシール（2012年11月） - 『纸片马力欧 超级贴纸』という。
- ルイージマンション2（2013年3月） - 『路易吉洋馆2』という。
- ポケットモンスター サン・ムーン（2016年11月） - 『精灵宝可梦 太阳／月亮』という。
- ポケットモンスター ウルトラサン・ウルトラムーン（2017年11月） - 『精灵宝可梦 究极之日／究极之月』という。
- 名探偵ピカチュウ （2018年3月） - 『名侦探皮卡丘』という。